# Baía de Disko

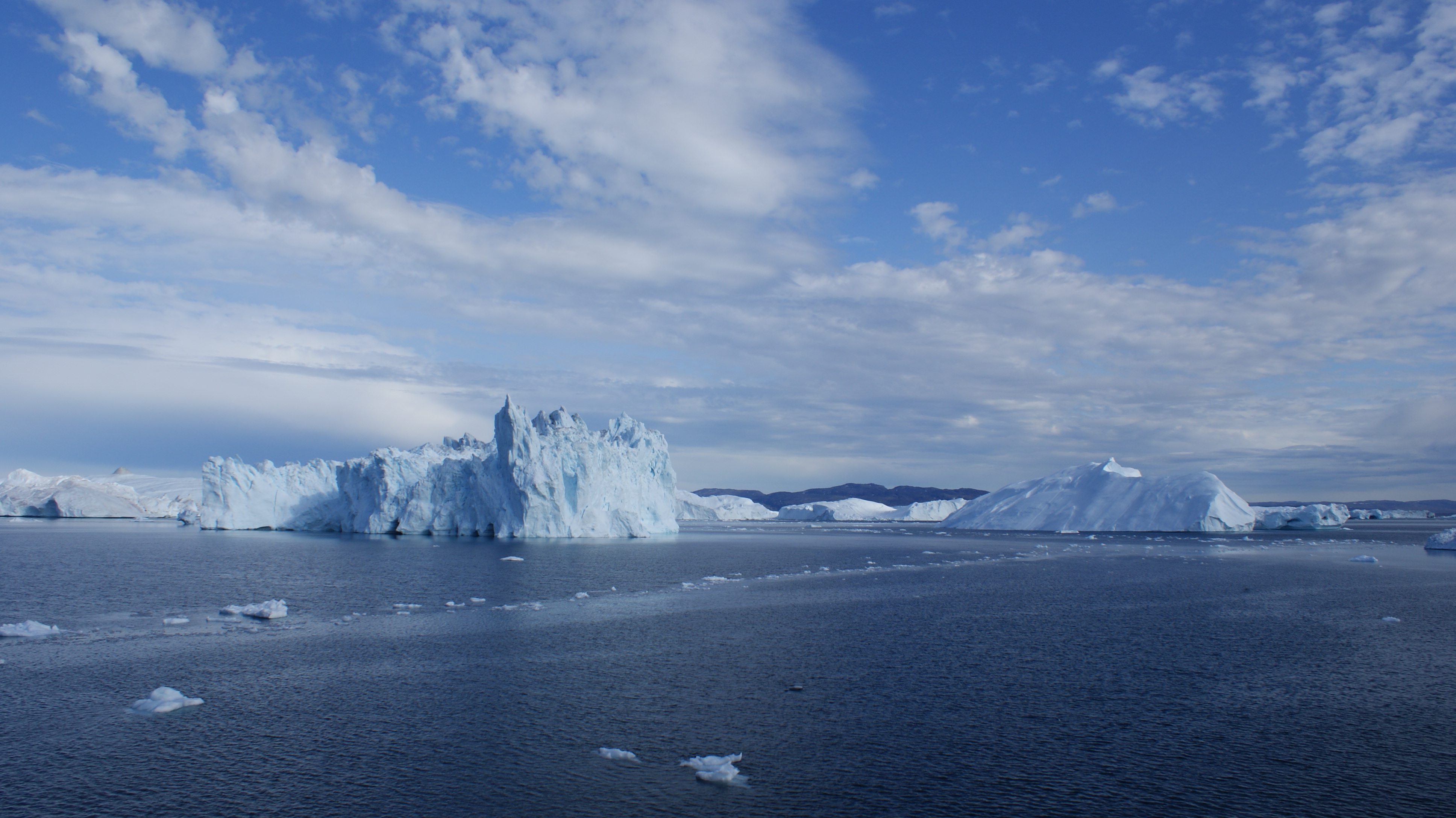

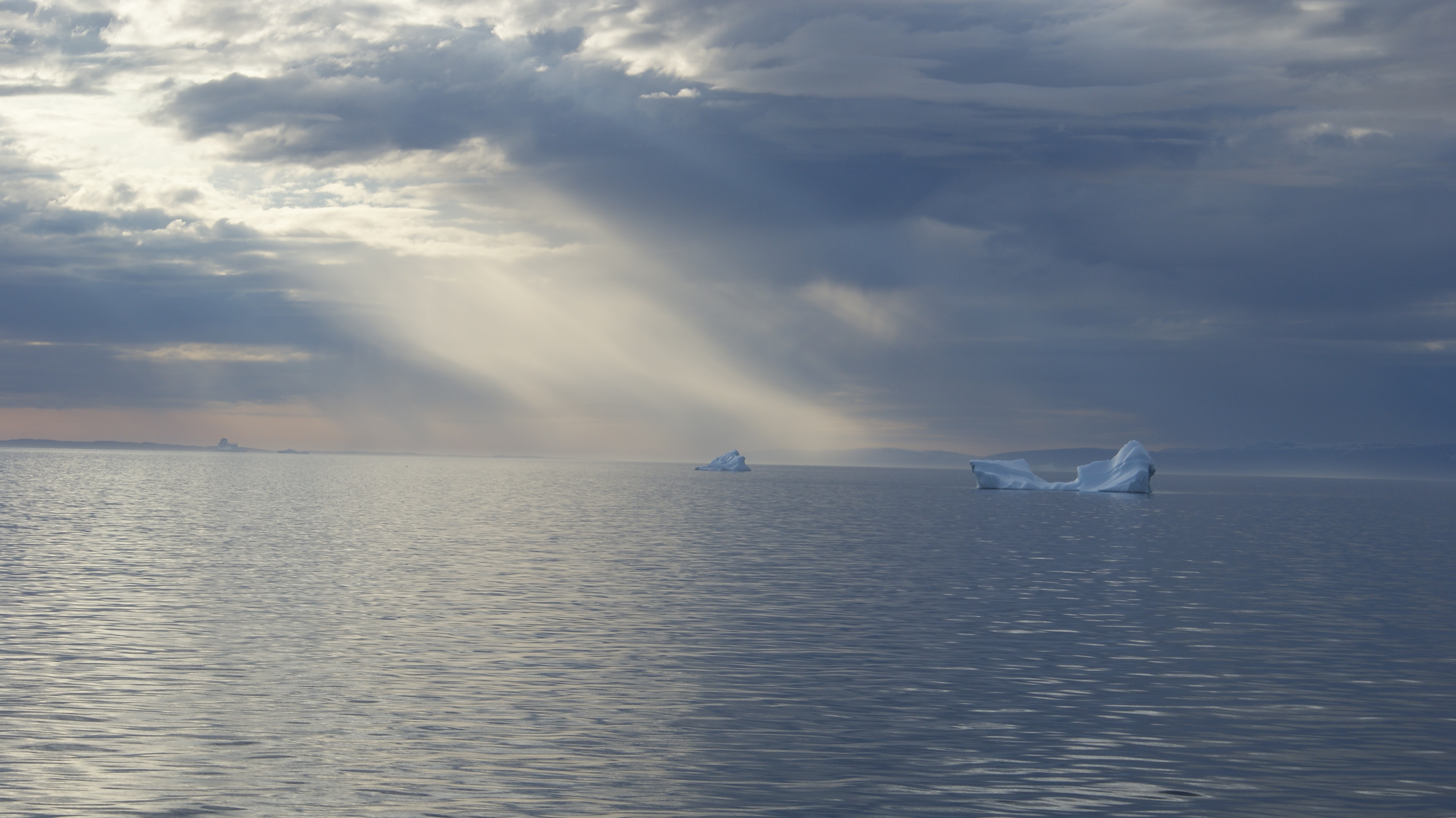

A baía de Disko (em gronelandês: Qeqertarsuup Tunua; em dinamarquês: Disko Bugt) é uma baía localizada na costa sudoeste da Groelândia. Constitui por sua vez uma ampla enseada no sul da grande baía de Baffin. 

## História
A baía de Disko serviu como ponto de partida para duas expedições exploratórias, uma feita por Adolf Erik Nordenskiöld em 1883, e a outra por Robert Peary em 1886. Ambas tinham o objetivo de cruzar a Groelândia pela primeira vez na história, porém conseguiram penetrar no interior somente cerca de 160 km antes de regressar.